# Slamd64
Slamd64 è una distribuzione GNU/Linux. Si tratta di un porting non ufficiale e non commerciale di Slackware per la piattaforma x86-64. Questa distribuzione è compilata in modo da funzionare sui processori AMD64 di AMD e sugli EM64T di Intel.
Alcune librerie essenziali a 32 bit sono incluse in modo da garantire una minima compatibilità anche con software compilato per sistemi a 32 bit, quindi è possibile installare pacchetti originali di Slackware o software di terze parti non disponibile per architetture x86-64.

## Storia
Il progetto prende il via nel gennaio 2005 e dopo pochi mesi esce la prima release pubblica, il creatore e maintainer di Slamd64 è Fred Emmott, uno studente di informatica all'università di Warwick, in Inghilterra.
Le versioni di Slamd64 seguono la stessa numerazione e cadenza della sorella maggiore Slackware, l'ultima, la 11.0, è stata pubblicata il 3 ottobre 2006, in concomitanza con la stessa versione di Slackware.
Il progetto, data la sua tenera età, è da ritenersi ancora in evoluzione, numerosi infatti sono ancora i bug da correggere per raggiungere il livello di stabilità e l'eleganza della sua progenitrice, senza contare che molti software hanno problemi intrinseci di compatibilità con le architetture a 64 bit; inoltre sono ancora poche le persone coinvolte nello sviluppo di applicazioni per queste nuove architetture.

## Versioni
La prima versione, 10.1, è stata pubblicata il 14 giugno 2005. Era piuttosto scarna e inadatta per gli utenti.

### Slamd64 10.2/10.2b
La versione 10.2b è stata pubblicata il 13 febbraio 2006.
Rispetto alla precedente è da rilevare un notevole miglioramento nell'usabilità, anche se la stabilità non era ancora delle migliori, scarso il software precompilato reperibile e relativamente complicata anche la fase di compilazione del software partendo dai sorgenti.

### Slamd64 11.0
Rilasciata il 3 ottobre 2006.
La prima release veramente utilizzabile anche da utenti meno esperti, miglioramenti generali di usabilità, affidabilità e stabilità.
Questa versione monta un kernel 2.6.16 di base e offre il nuovissimo desktop grafico KDE 3.5.
Anche se il software precompilato risulta essere ancora scarsamente reperibile è migliorata molto la fase di compilazione a partire da pacchetti sorgenti (i cosiddetti tarball).